# 硬頭齧脂鯉
硬頭齧脂鯉為輻鰭魚綱脂鯉目脂鯉亞目脂鯉科的其中一個種，分布於中南美洲哥斯大黎加至厄瓜多沿岸淡水流域，體長可達11公分，棲息在海拔12至600公尺間的溪流、湖泊，成群活動，屬雜食性，以昆蟲及種子等為食，生活習性不明。